# Idioma oirata
El oirata (también llamado maaro) es una lenga papú hablada de la isla de Kisar en al sur del archipiélago de las Molucas en Indonesia.
Es una lengua cercanamente emparentada con el idioma fataluco de Timor Oriental, por lo que algunos consideran que el oirata es más bien un dilecto del fataluco. Hacia 1987, tenía unos 1200 hablantes, de acuerdo con las fuentes neerlandesas serían descendientes que habría repoblado la isla de Kisar desde el norte de Timor Oriental.

### Enlaces exteriores
- Oirata Wordlist at the Austronesian Basic Vocabulary Database

- Datos: Q56738